# Адамуси
Адамуси (пол. Adamusy) — село в Польщі, у гміні Турошль Кольненського повіту Підляського воєводства.
Населення — 44 особи (2011).
У 1975-1998 роках село належало до Ломжинського воєводства.

## Демографія
Демографічна структура станом на 31 березня 2011 року:
|          | Загалом | Допрацездатний вік | Працездатний вік | Постпрацездатний вік |
| -------- | ------- | ------------------ | ---------------- | -------------------- |
| Чоловіки | 24      | 7                  | 14               | 3                    |
| Жінки    | 20      | 6                  | 9                | 5                    |
| Разом    | 44      | 13                 | 23               | 8                    |